# Елпайн-Вілледж (Каліфорнія)
Елпайн-Вілледж (англ. Alpine Village) — переписна місцевість (CDP) в США, в окрузі Алпайн штату Каліфорнія. Населення — 224 особи (2020).

## Географія
Елпайн-Вілледж розташований за координатами 38°47′8″ пн. ш. 119°48′3″ зх. д. / 38.78556° пн. ш. 119.80083° зх. д. (38.785529, -119.800890).  За даними Бюро перепису населення США в 2010 році переписна місцевість мала площу 7,26 км², уся площа — суходіл.

## Демографія
Згідно з переписом 2010 року, у переписній місцевості мешкало 114 осіб у 52 домогосподарствах у складі 27 родин. Густота населення становила 16 осіб/км².  Було 69 помешкань (10/км²).
Расовий склад населення:
| - 79,8 % — білих - 16,7 % — корінних американців - 0,9 % — азіатів - 1,8 % — осіб інших рас |

До двох чи більше рас належало 0,9 %. Частка іспаномовних становила 5,3 % від усіх жителів.
За віковим діапазоном населення розподілялося таким чином: 19,3 % — особи молодші 18 років, 67,5 % — особи у віці 18—64 років, 13,2 % — особи у віці 65 років та старші. Медіана віку мешканця становила 47,8 року. На 100 осіб жіночої статі у переписній місцевості припадало 96,6 чоловіків;  на 100 жінок у віці від 18 років та старших — 95,7 чоловіків також старших 18 років.
Середній дохід на одне домашнє господарство  становив 97 588 доларів США (медіана — 66 667), а середній дохід на одну сім'ю — 102 920 доларів (медіана — 87 500). За межею бідності перебувало 3,4 % осіб, у тому числі 0,0 % дітей у віці до 18 років та 0,0 % осіб у віці 65 років та старших.
Цивільне працевлаштоване населення становило 56 осіб. Основні галузі зайнятості: публічна адміністрація — 14,3 %, мистецтво, розваги та відпочинок — 14,3 %, роздрібна торгівля — 8,9 %, науковці, спеціалісти, менеджери — 8,9 %.